# نجیب (فیلم ۱۹۹۳)
نجیب (به هندی: Sahibaan) فیلمی محصول سال ۱۹۹۳ و به کارگردانی رامش تالوار است. در این فیلم بازیگرانی همچون سانجی دات، مادهوری دیکشیت، ریشی کاپور ایفای نقش کرده‌اند.